# Warystor

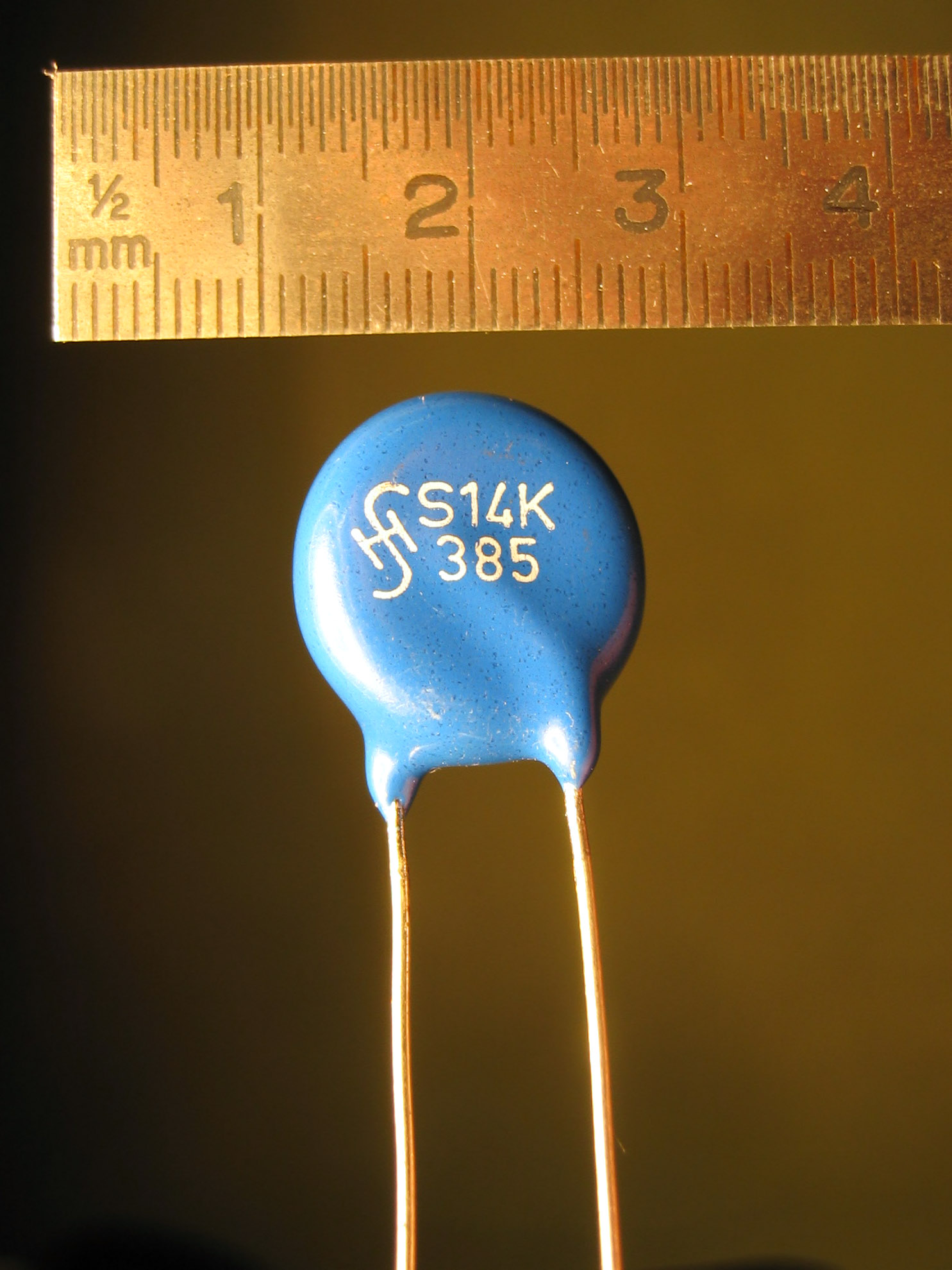
Warystor (385 V)

Charakterystyka prądowo - napięciowa warystora

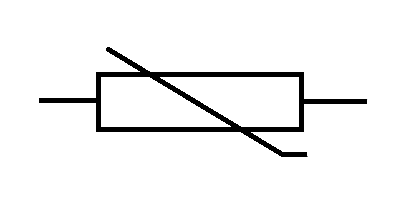
Oznaczenie warystora

Warystor – półprzewodnikowy podzespół elektroniczny (rezystor), o nieliniowej charakterystyce rezystancji, zależnej od napięcia elektrycznego. Dla małych napięć wykazuje on dużą rezystancję, gdy napięcie przekroczy pewną wartość, charakterystyczną dla danego typu warystora, jego rezystancja szybko maleje, z początkowych setek kiloomów do zaledwie kilkunastu omów.
Warystory stosowane są jako elementy zabezpieczenia odbiorników przed zbyt wysokim napięciem. Gdy napięcie przekroczy zadaną wartość, płynie przez niego duży prąd powodujący przejęcie energii impulsu, a nawet przepalenie lub rozłączenie bezpiecznika, co jest równoznaczne z wyłączeniem urządzenia (tylko wtedy, gdy pracuje on jako zabezpieczenie przeciwprzepięciowe, a więc połączony jest równolegle ze źródłem napięcia). W trakcie pracy jako ogranicznik przepięć (połączenie szeregowe pomiędzy piorunochronem a uziemieniem) jego mała rezystancja, wywołana ogromnym napięciem pioruna, pozwala na swobodny przepływ prądu do ziemi.
Warystory wytwarzane są metodą spiekania sprasowanych proszków tlenków cynku i bizmutu.

## Charakterystyka
Charakterystykę prądowo-napięciową warystora można opisać równaniem:
{\displaystyle U=CI^{\beta },}
gdzie:
{\displaystyle C} – stała,
{\displaystyle \beta } – współczynnik nieliniowości, określany jako:
{\displaystyle \beta ={\frac {dU}{dI}}{\frac {I}{U}},} im bardziej {\displaystyle \beta <1} tym charakterystyka warystora jest korzystniejsza.

## Zastosowanie
- ochrona linii wysokiego napięcia,
- ochronniki przepięciowe i wysokonapięciowe (w telewizorach),
- odgromniki oraz zabezpieczenie transformatorów.
- zabezpieczenie telefonów, modemów i innych urządzeń podłączonych do linii telefonicznej,
- zabezpieczanie urządzeń przed przepięciami,